# Brisbane Roar Football Club 2017-2018
Questa voce raccoglie le informazioni riguardanti il Brisbane Roar Football Club nelle competizioni ufficiali della stagione 2017-2018.

## Rosa
| N. |                      | Ruolo | Calciatore         |
| -- | -------------------- | ----- | ------------------ |
| 1  | Australia (bandiera) | P     | Michael Theoklitos |
| 2  | Australia (bandiera) | D     | Dane Ingham        |
| 3  | Australia (bandiera) | D     | Luke DeVere        |
| 4  | Australia (bandiera) | D     | Daniel Bowles      |
| 5  | Australia (bandiera) | D     | Corey Brown        |
| 6  | Australia (bandiera) | C     | Rahmat Akbari      |
| 7  | Danimarca (bandiera) | C     | Thomas Kristensen  |
| 8  | Australia (bandiera) | C     | Jacob Pepper       |
| 10 | Australia (bandiera) | A     | Brett Holman       |
| 11 | Australia (bandiera) | A     | Corey Gameiro      |
| 13 | Australia (bandiera) | D     | Jade North         |
| 16 | Australia (bandiera) | C     | Mitchell Oxborrow  |
| 17 | Australia (bandiera) | C     | Matt McKay         |

| N. |                          | Ruolo | Calciatore          |
| -- | ------------------------ | ----- | ------------------- |
| 19 | Australia (bandiera)     | D     | Jack Hingert        |
| 20 | Australia (bandiera)     | C     | Shannon Brady       |
| 21 | Australia (bandiera)     | P     | Jamie Young         |
| 22 | Francia (bandiera)       | A     | Éric Bauthéac       |
| 24 | Australia (bandiera)     | D     | Connor O'Toole      |
| 26 | Australia (bandiera)     | A     | Nicholas D'Agostino |
| 29 | Australia (bandiera)     | C     | Joe Caletti         |
| 33 | Australia (bandiera)     | A     | Peter Skapetis      |
| 42 | Australia (bandiera)     | P     | Tomislav Bilic      |
| 44 | Australia (bandiera)     | C     | Emilio Martinez     |
| 77 | Australia (bandiera)     | D     | Ivan Franjić        |
|    | Nuova Zelanda (bandiera) | A     | Jai Ingham          |